# Micronecta lumutensis
Micronecta lumutensis  (лат.) — вид мелких водяных клопов рода Micronecta из семейства Гребляки (Corixidae, Micronectinae, или Micronectidae). Юго-Восточная Азия: Индонезия (Борнео, Kalimantan Timur).

## Описание
Мелкие водяные клопы, длина от 1,45 до 1,50 мм. Желтовато-коричневые, глаза серые, ноги жёлтые. Пронотум с тёмными отметинами. Усики 3-члениковые. Тело удлинённое, немного уплощённое, голова широкая. Фасеточные глаза большие, простые глазки отсутствуют. Щиток свободный. У самцов правосторонняя асимметрия брюшка; на VI тергите развит маленький стригилл; коготок передних лапок лопастевидный. Живут в озерах, прудах и реках.

## Систематика
Вид был впервые описан в 2008 году и включён в номинативный подрод Micronecta. 
Один из 8 обитающих на Борнео видов рода Micronecta.